# Legion Młodzieży Polskiej
Legion Młodzieży Polskiej – piłsudczykowska organizacja młodzieżowa utworzona 8 grudnia 1938 r. w wyniku połączenia Legionu Młodych z prawicą Związku Polskiej Młodzieży Demokratycznej.
Inicjatywa powołania tej organizacji powstała na V Kongresie Legionu Młodych, który odbył się w dniach 14–15 maja 1938 r. w Krakowie, gdzie poddano wówczas ostrej krytyce Obóz Zjednoczenia Narodowego. Prezesem nowej organizacji został dotychczasowy komendant główny Legionu Młodych Józef Mrozowicki. Udzielił on wówczas wywiadu Mieczysławowi Pruszyńskiemu z redakcji „Polityki”, w którym przedstawił program nowo powstałej organizacji. Wg niego: Legion Młodzieży Polskiej nie jest ani lewicowy, ani prawicowy, bowiem taki podział uważał za już przestarzały. Odżegnywał się również od traktowania tego ruchu jako centrowego, bowiem uważał taki kompromis „za bezpłciowy”. Chciał aby nowy ruch był syntezą ruchów historycznych, ale patrzył w przyszłość. Pisał: „[…] Zdecydowanie przeciwstawiam się »hiszpańskiej linii podziału«, procesowi dzielenia Polski na dwa bloki ideologiczne szykujące się do śmiertelnej rozgrywki. Koncepcji »hiszpańskiej« przeciwstawiam koncepcję polską, wydedukowaną z praktyki Piłsudskiego konstruktywnego pozytywizmu harmonizowania i syntetyzowania dojrzałych odrębnie wartości, od rzucenia przesłanek negatywnych przy formułowaniu zasad i uznawania kryteriów nadrzędnych. Tak i nasze połączenie, wbrew pewnym głosom prasy, nie powstało »przeciwko komuś«, lecz tylko dla celów pozytywnych”. Odnośnie polityki zagranicznej był zwolennikiem działań na rzecz „[…] podziału Rosji przez stworzenie niepodległych państw narodowych na gruzach czerwonego caratu”, uważał, że „[…] problemy wschodnie w żadnej mierze nie mogą usypiać naszej czynności w stosunku do niebezpieczeństwa germańskiego”; opowiadał się „[…] za  Niepodległą Ukrainą nad Dnieprem”. […] „W Konstytucji Kwietniowej [widział] właśnie ten wielki akt równowagi pomiędzy postulatem siły a postulatem wolności”. Odżegnywał się od marksizmu, uważał, że: „[…] Marksizm nie wytrzymał ani próby życia, ani naporu nowych zdobyczy myślowych w dziedzinie czystej teorii”.
Legion Młodzieży Polskiej pod prezesurą Mrozowickiego funkcjonował niespełna rok, do wybuchu drugiej wojny światowej, a jej członkowie chlubnie odznaczyli się zarówno w Kampanii Wrześniowej 1939, jak również podczas okupacji niemieckiej; brali udział w tworzeniu organizacji konspiracyjnych i złożyli znaczną daninę krwi.